# Assaye
Assaye ist eine Gemeinde in Indien.

## Geografie und Geschichte
Assaye gehört zum Distrikt Jalna im Bundesstaat Maharashtra. Es liegt etwa 72 km nordöstlich von der Stadt Aurangabad. Im Norden verläuft der Highway 178, der von Kannad im Westen über Sillod nach Deulgaon Raja im Südosten führt. Südlich des Ortes befindet sich die Stadt Jalna. Das Dorf wurde 1803 Schauplatz der Schlacht von Assaye, einem Gefecht zwischen dem Marathenreich und der Britischen Ostindien-Kompanie unter Sir Arthur Wellesley. Die Schlacht endete mit einem Sieg der Briten.